# Mecz Gwiazd PLKK 2004
Mecz Gwiazd – mistrz Polski – Gwiazdy TBL 2004 – towarzyski mecz koszykówki rozegrany 7 listopada 2004 roku w Gdyni pod nazwą Lotos Basket Gala. W spotkaniu wzięły udział zawodniczki mistrza kraju – Lotosu Gdynia oraz najwyższej klasy rozgrywkowej w Polsce reprezentujące zespół gwiazd ligi.
W spotkaniu zabrakło zawodniczki Wisły – Shannon Johnson, która przeciążyła staw kolanowy.
- MVP: Monika Veselovski (Lotos)[1]

## Statystyki spotkania
- Sędziowie: Janusz Calik, Leszek Pujdak
- Trener Lotosu Clima Gdynia: Krzysztof Koziorowicz
- Trener drużyny gwiazd: Tadeusz Aleksandrowicz (Polfa Pabianice), asystent: Andrzej Nowakowski (CCC Polkowice)

pogrubienie – oznacza zawodniczkę składu podstawowego
| Lotos Clima Gdynia – 100                  | Lotos Clima Gdynia – 100                  | Lotos Clima Gdynia – 100                  | 90 – Gwiazdy TBL                          | 90 – Gwiazdy TBL                          | 90 – Gwiazdy TBL                          | 90 – Gwiazdy TBL                          |
| Wyniki Kwart – 21:25, 28:17, 23:16, 28:32 | Wyniki Kwart – 21:25, 28:17, 23:16, 28:32 | Wyniki Kwart – 21:25, 28:17, 23:16, 28:32 | Wyniki Kwart – 21:25, 28:17, 23:16, 28:32 | Wyniki Kwart – 21:25, 28:17, 23:16, 28:32 | Wyniki Kwart – 21:25, 28:17, 23:16, 28:32 | Wyniki Kwart – 21:25, 28:17, 23:16, 28:32 |
| Zawodnik                                  | Kraj                                      | Pkt                                       | Zawodnik                                  | Kraj                                      | Klub                                      | Pkt                                       |
| ----------------------------------------- | ----------------------------------------- | ----------------------------------------- | ----------------------------------------- | ----------------------------------------- | ----------------------------------------- | ----------------------------------------- |
| Małgorzata Dydek                          | Polska                                    | 14                                        | Jelena Škerović                           | Czarnogóra                                | Wisła Kraków                              | 14                                        |
| Katarzyna Motyl                           | Polska                                    | 5                                         | Edyta Koryzna                             | Polska                                    | CCC Polkowice                             | 6                                         |
| Ewelina Kobryn                            | Polska                                    | 8                                         | Birutė Dominauskaitė                      | Litwa                                     | ŁKS Łódź                                  | 7                                         |
| Elaine Powell                             | Stany Zjednoczone                         | 12                                        | Olga Pantelejewa                          | Rosja                                     | Polfa Pabianice                           | 11                                        |
| Monika Veselovski                         | Serbia                                    | 18                                        | Leona Krištofová                          | Czechy                                    | Polfa Pabianice                           | 4                                         |
| Tatjana Troina                            | Białoruś                                  | 13                                        | Monika Krawiec                            | Polska                                    | Wisła Kraków                              | 8                                         |
| Deanna Nolan                              | Stany Zjednoczone                         | 2                                         | Joanna Czarnecka                          | Polska                                    | Wisła Kraków                              | 12                                        |
| Paulina Pawlak                            | Polska                                    | 4                                         | Justyna Żurowska                          | Polska                                    | AZS PWSZ Gorzów Wielkopolski              | 6                                         |
| Aleksandra Chomać                         | Polska                                    | 8                                         | Marta Żyłczyńska                          | Polska                                    | AZS PWSZ Gorzów Wielkopolski              | 3                                         |
| Agnieszka Bibrzycka                       | Polska                                    | 14                                        | Iva Perovanović                           | Czarnogóra                                | Wisła Kraków                              | 8                                         |
| Elina Stefanowska                         | Rosja                                     | 2                                         | Anna Marczewska                           | Polska                                    | CCC Polkowice                             | 5                                         |
| Karolina Janyga                           | Polska                                    | 0                                         | Alicja Perlińska                          | Polska                                    | Polfa Pabianice                           | 6                                         |